# IC 4885
IC 4885 је спирална галаксија у сазвјежђу Паун која се налази на листи објеката дубоког неба у Индекс каталогу.
Деклинација објекта је - 60° 39' 5" а ректасцензија 19h 43m 51,8s. Привидна величина (магнитуда) објекта IC 4885 износи 13,9 а фотографска магнитуда 14,6. Налази се на удаљености од 37,139 милиона парсека од Сунца. IC 4885 је још познат и под ознакама ESO 142-36, PGC 63577.